# Claudio Santamaria
Claudio Santamaria, all'anagrafe Claudio Santamaria Ferraro (Roma, 22 luglio 1974), è un attore italiano.
Nel corso della sua carriera ha ottenuto premi e riconoscinenti, tra cui il David di Donatello per il miglior attore protagonista per il film Lo chiamavano Jeeg Robot, tre Nastri d'argento e un Globo d'oro.

## Biografia
Nasce nel rione Prati, da padre romano e da madre originaria di Senise, provincia di Potenza. Diplomatosi al liceo artistico, da adolescente ha praticato per un breve periodo il doppiaggio prima di avviare gli studi al corso triennale di recitazione, tenuto in teatro da Beatrice Bracco. Dopo un tentativo non riuscito di essere ammesso all'Accademia, il suo debutto sul palcoscenico arriva con La nostra città, diretto da Stefano Molinari. In teatro ha recitato spesso in opere scritte da Lucilla Lupaioli e dirette da Furio Andreotti e ha fatto parte della compagnia Area Teatro, a fianco di Paola Cortellesi.
Il suo esordio al cinema giunge nel 1997, con Fuochi d'artificio di Leonardo Pieraccioni. Da lì i primi ruoli cinematografici importanti con l'opera prima di Gabriele Muccino Ecco fatto, e nei film di Marco Risi L'ultimo capodanno e di Bernardo Bertolucci L'assedio, ma la sua affermazione cinematografica principale è frutto delle sue interpretazioni in film come Almost blue, Amarsi può darsi e L'ultimo bacio, per cui riceve anche una candidatura al David di Donatello. Nel 2002 interpreta il ruolo di Pentothal in Paz! di Renato De Maria, ricevendo una candidatura ai Nastri d'argento, un film omaggio ai fumetti di Andrea Pazienza. Nella sua carriera si contano film che spaziano dalla commedia al drammatico e al thriller dove sempre più spesso ricopre ruoli da primattore, tra cui Passato prossimo di Maria Sole Tognazzi, per cui riceve un'altra candidatura ai Nastri d'argento.
Nel 2003 lavora nel cortometraggio Rosso, per il quale collabora alla sceneggiatura e alla regia, e affianca Stefania Sandrelli in La vita come viene, ma soprattutto è protagonista, accanto a Licia Maglietta, di uno dei successi dell'anno, ovvero Agata e la tempesta di Silvio Soldini nel doppio ruolo di Nico e Arturo. Dopo il fortunato Ma quando arrivano le ragazze? di Pupi Avati e Apnea di Roberto Dordit, il suo successo in sala si consolida definitivamente con Romanzo criminale di Michele Placido, incentrato sulle vicende della Banda della Magliana.
Nel 2006 ha preso parte con un piccolo ruolo (il cattivo Carlos) a Casino Royale, 21º film della serie su James Bond. Successivamente lavora per la fiction tv Rino Gaetano - Ma il cielo è sempre più blu, prodotta da Claudia Mori, che racconta la vita di Rino Gaetano, in cui interpreta il ruolo del cantautore calabrese cantando le sue canzoni, al fianco di Kasia Smutniak e Laura Chiatti. Alla fine di febbraio 2008 è stato il protagonista del film Fine pena mai accanto a Valentina Cervi, nel quale interpreta un boss della Sacra Corona Unita (e dove, tra l'altro, in una scena appare completamente nudo).
Ha preso parte a tre videoclip, per gli Üstmamò, Umberto Tozzi e Irene Grandi, per il brano Sconvolto così. Nel gennaio del 2008 ha cantato e interpretato la canzone Il pendolo, singolo di traino del nuovo album degli Equ. È stato scelto per presentare il Concerto del Primo Maggio 2008, ospitato in Piazza San Giovanni a Roma. Nel 2009 partecipa alla realizzazione dell'album Back In Gum Palace dei Mammooth. Nel frattempo, Claudio Santamaria ha svolto anche l'attività di doppiatore, doppiando Christian Bale nella trilogia cinematografica di Batman, diretta da Christopher Nolan, e Eric Bana in Munich di Steven Spielberg. Torna a doppiare il personaggio di Batman, questa volta in versione LEGO, nei film d'animazione The LEGO Movie, LEGO Batman - Il film e The LEGO Movie 2 - Una nuova avventura.
Dopo aver conosciuto le sofferenze del popolo Guarani del Brasile sul set di La terra degli uomini rossi - Birdwatchers, Claudio Santamaria è diventato testimonial di alcune campagne di Survival International, il movimento mondiale per i diritti dei popoli indigeni. Nel 2009, ad esempio, ha doppiato per Survival il film Mine - Storia di una montagna sacra, in cui si racconta la lotta dei Dongria Kondh per salvare la loro montagna da una miniera di bauxite, mentre nel 2013 ha dato il suo sostegno alla campagna per salvare gli Awá del Brasile, la tribù più minacciata del mondo.
Durante il Festival di Sanremo 2009, nella serata di mercoledì 18 febbraio, ricorrenza del compleanno del cantautore genovese Fabrizio De André, ha cantato insieme alla Premiata Forneria Marconi e a un altro attore, Stefano Accorsi, la celebre canzone Bocca di Rosa. Nella primavera 2010 legge la versione integrale de La camera azzurra di Georges Simenon per l'audiolibro edito da Emons Audiolibri. Entusiasta dell'esperienza, accetta di registrare in audiolibro la trilogia Millennium di Stieg Larsson per Emons-Marsilio. Nel luglio 2011 partecipa al Festival dei Due Mondi di Spoleto come voce recitante del melologo "La Realtà" su liriche di Pier Paolo Pasolini e le musiche composte per l'occasione da Flavio Emilio Scogna.
Nell'ambito del Festival di Sanremo 2014 è ospite della seconda serata, durante la quale legge una lettera di Alberto Manzi, che interpreta nella miniserie Non è mai troppo tardi, in onda su Rai 1 pochi giorni dopo il festival. Nel 2015 ha interpretato il film diretto da Ermanno Olmi in Torneranno i prati sulla prima guerra mondiale. In teatro, sempre nel 2015 ha interpretato "Gospodin" una commedia nera dissacrante di un antieroe che odia il denaro e cerca sempre la libertà, libertà che per paradosso troverà in prigione. L'8 ottobre 2015 è in TV su Rai 1 con la commedia sentimentale È arrivata la felicità con Claudia Pandolfi. Nel 2016 è il protagonista di Lo chiamavano Jeeg Robot, il primo film riconducibile al genere supereroistico italiano acclamato dalla critica. Grazie a questo film viene nominato come miglior attore protagonista ai David di Donatello, vincendo il premio.
Nel 2018 partecipa alla sonorizzazione de Il castello di Vogelod di Friedrich Wilhelm Murnau, con musiche dei Marlene Kuntz, doppiando tutti i personaggi ed eseguendo i rumori di scena; l'evento viene portato in giro in più date come spettacolo teatrale dal vivo, in cui Santamaria interpreta sul palco in tempo reale le scene della pellicola e il gruppo esegue la colonna sonora.
Nel 2019 lavora nuovamente con il regista Premio Oscar Gabriele Salvatores nel film Tutto il mio folle amore, in cui recita insieme a Valeria Golino, Diego Abatantuono e il giovane Giulio Pranno. Nel 2020 esce in sala Gli anni più belli, film di Gabriele Muccino in cui Santamaria recita assieme a Pierfrancesco Favino, Kim Rossi Stuart e Micaela Ramazzotti. Sempre nel 2020 partecipa come concorrente al programma Celebrity Hunted: Caccia all'uomo in onda su Prime Video. Nel marzo 2021 si esibisce come ballerino durante la seconda serata del Festival di Sanremo, apparendo insieme a sua moglie Francesca Barra durante l'esibizione di Achille Lauro.
Il 15 gennaio 2022 collabora al singolo 118 degli Zen Circus. Il 14 marzo 2023 sostituisce Belén Rodríguez alla conduzione de Le Iene per una puntata. Tra il 2024 e il 2025 è al cinema con diversi film tra i quali Follemente, per la cui promozione si esibisce a The Voice Senior cantando Somebody to love dei Queen, e Il nibbio in cui da protagonista interpreta Nicola Calipari.

## Vita privata
Per alcuni anni, fino al 2011, Claudio Santamaria ha avuto una relazione con Delfina Delettrez Fendi, designer di gioielli ed erede dell'omonimo marchio del lusso, con la quale ha avuto una figlia, Emma.
Nel 2017 ha iniziato una relazione con la giornalista Francesca Barra, con la quale si è sposato nel novembre dello stesso anno a Las Vegas, negli Stati Uniti, e poi il 21 luglio 2018 a Policoro (in provincia di Matera), paese natio della compagna. La coppia ha una figlia, Atena, nata a febbraio 2022. Santamaria recita un cameo insieme alla moglie e alla figlia di lei, Greta, nel terzo episodio della seconda stagione di Call My Agent - Italia su Sky.

## Filmografia

### Attore

#### Cinema
- Dead Train, regia di Davide Marengo – cortometraggio (1997)
- Fuochi d'artificio, regia di Leonardo Pieraccioni (1997)
- L'ultimo capodanno, regia di Marco Risi (1998)
- L'assedio, regia di Bernardo Bertolucci (1998)
- Ecco fatto, regia di Gabriele Muccino (1998)
- The Building, regia di Nicola Barnaba (1999)
- Terra del fuoco, regia di Miguel Littin (2000)
- Almost Blue, regia di Alex Infascelli (2000)
- L'ultimo bacio, regia di Gabriele Muccino (2001)
- La stanza del figlio, regia di Nanni Moretti (2001)
- Amarsi può darsi, regia di Alberto Taraglio (2001)
- Appuntamento al buio, regia di Herbert Simone Paragnani – cortometraggio (2002)
- Paz!, regia di Renato De Maria (2002)
- La vita come viene, regia di Stefano Incerti (2002)
- Passato prossimo, regia di Maria Sole Tognazzi (2003)
- Il posto dell'anima, regia di Riccardo Milani (2003)
- Rosso, regia di Claudio Santamaria – cortometraggio (2003)
- Il cartaio, regia di Dario Argento (2004)
- Agata e la tempesta, regia di Silvio Soldini (2004)
- Ma quando arrivano le ragazze?, regia di Pupi Avati (2005)
- Romanzo criminale, regia di Michele Placido (2005)
- Melissa P., regia di Luca Guadagnino (2005)
- Casino Royale, regia di Martin Campbell (2006)
- Il quarto sesso, regia di Marco Costa – cortometraggio (2006)
- Apnea, regia di Roberto Dordit (2007)
- Fine pena mai, regia di Davide Barletti e Lorenzo Conte (2007)
- Aspettando il sole, regia di Ago Panini (2008)
- La terra degli uomini rossi - Birdwatchers, regia di Marco Bechis (2008)
- Il caso dell'infedele Klara, regia di Roberto Faenza (2009)
- Baciami ancora, regia di Gabriele Muccino (2010)
- 600 kilos d'or pur, regia di Éric Besnard (2010)
- Gli sfiorati, regia di Matteo Rovere (2011)
- Terraferma, regia di Emanuele Crialese (2011)
- I primi della lista, regia di Roan Johnson (2011)
- Diaz - Don't Clean Up This Blood, regia di Daniele Vicari (2012)
- Pauline détective, regia di Marc Fitoussi (2012)
- È stata lei, regia di Francesca Archibugi – cortometraggio (2013)
- Torneranno i prati, regia di Ermanno Olmi (2014)
- Il venditore di medicine, regia di Antonio Morabito (2014)
- Lo chiamavano Jeeg Robot, regia di Gabriele Mainetti (2015)
- PIIGS, regia di Adriano Cutraro, Federico Greco, Mirko Melchiorre (2017)
- Brutti e cattivi, regia di Cosimo Gomez (2017)
- Rimetti a noi i nostri debiti, regia di Antonio Morabito (2018)
- Tutto il mio folle amore, regia di Gabriele Salvatores (2019)
- Gli anni più belli, regia di Gabriele Muccino (2020)
- Freaks Out, regia di Gabriele Mainetti (2021)
- Carbonara - Le origini della carbonara, regia di Xavier Mairesse – cortometraggio (2021)
- Educazione fisica, regia di Stefano Cipani (2022)
- Elf Me, regia de YouNuts! (2023)
- Denti da squalo, regia di Davide Gentile (2023)
- Non riattaccare, regia di Manfredi Lucibello (2024)
- Io sono un po' matto e tu?, regia di Dario D'Ambrosi (2024)
- Una terapia di gruppo, regia di Paolo Costella (2024)
- Itaca - Il ritorno (The Return), regia di Uberto Pasolini (2024)
- Follemente, regia di Paolo Genovese (2025)
- Il nibbio, regia di Alessandro Tonda (2025)

#### Televisione
- La vita che verrà, regia di Pasquale Pozzessere – miniserie TV (1998)
- Ama il tuo nemico, regia di Damiano Damiani – miniserie TV (1999)
- Il sequestro Soffiantini, regia di Riccardo Milani – film TV (2001)
- Rino Gaetano - Ma il cielo è sempre più blu, regia di Marco Turco – miniserie TV (2007)
- Le cose che restano, regia di Gianluca Maria Tavarelli – miniserie TV (2010)
- Non è mai troppo tardi, regia di Giacomo Campiotti – miniserie TV (2014)
- È arrivata la felicità, regia di Riccardo Milani e Francesco Vicario – serie TV (2015-2018)
- Christian, regia di Stefano Lodovichi e Roberto Saku Cinardi – serie TV (2022-in corso)
- L'Ora - Inchiostro contro piombo, regia di Piero Messina, Ciro D'Emilio, Stefano Lorenzi – serie TV (2022)
- Call My Agent - Italia, regia di Luca Ribuoli – serie TV, episodio 2x03 (2024)

## Teatro
- Darkroom, regia di Furio Andreotti (2003)[21]
- La notte poco prima della foresta, regia di Juan Diego Puerta López (2010)
- Occidente solitario, di Martin McDonagh, regia di Juan Diego Puerta López (2011)
- Gospodin, di Philipp Löhle, regia di Giorgio Barberio Corsetti (2014-2015)

## Programmi televisivi
- Concerto del Primo Maggio (Rai 3, 2008, 2015, 2022)
- Celebrity Hunted: Caccia all'uomo (Prime Video, 2020) concorrente
- Le iene (Italia 1, 2023)
- LOL - Chi ride è fuori (Prime Video, 2024) concorrente
- Michelle Impossible & Friends (Canale 5, 2024) attore nella parodia Lugano amara

## Audiolibri
- 2010: Georges Simenon, La camera azzurra
- 2010: Stieg Larsson, Uomini che odiano le donne
- 2011: Stieg Larsson, La ragazza che giocava con il fuoco
- 2011: Stieg Larsson, La regina dei castelli di carta
- 2011: Francis Scott Fitzgerald, Il grande Gatsby
- 2012: Le più belle fiabe dei fratelli Grimm
- 2013: Georges Simenon, Il piccolo libraio di Archangelsk
- 2015: Emmanuel Carrère, Limonov
- 2019: Francesca Barra, Claudio Santamaria  La giostra delle anime
- 2025: Poirot a Styles Court di Agatha Christie

## Doppiaggio

### Film
- Christian Bale in Batman Begins, Il cavaliere oscuro, Il cavaliere oscuro - Il ritorno
- Eric Bana in Munich

### Film d'animazione
- Batman in The LEGO Movie, LEGO Batman - Il film, The LEGO Movie 2 - Una nuova avventura[22]
- Jacob Holland ne Il mostro dei mari
- Mario in Super Mario Bros. - Il film[23]

### Documentari
- voce narrante in PIIGS

### Videogiochi
- Batman in Batman Begins

## Riconoscimenti
- David di Donatello
  - 2001 – Candidatura al miglior attore non protagonista per L'ultimo bacio
  - 2013 – Candidatura al migliore attore non protagonista per Diaz - Don't Clean Up This Blood
  - 2016 – Miglior attore protagonista per Lo chiamavano Jeeg Robot
- Nastro d'argento
  - 2001 – Candidatura al migliore attore non protagonista per Almost Blue
  - 2002 – Candidatura al migliore attore non protagonista per Paz!
  - 2003 – Candidatura al migliore attore non protagonista per Passato prossimo
  - 2006 – Migliore attore protagonista per Romanzo criminale
  - 2009 – Candidatura alla migliore canzone originale per Don't Leave Me Cold in Il caso dell'infedele Klara
  - 2014 – Premio Persol al personaggio dell'anno per Il venditore di medicine
  - 2016 – Candidatura al migliore attore protagonista per Lo chiamavano Jeeg Robot
  - 2020 – Premio Nino Manfredi per Tutto il mio folle amore e Gli anni più belli
  - 2025 – Candidatura al migliore attore protagonista per Il nibbio
- Globo d'oro
  - 2018 – Candidatura al miglior attore per Brutti e cattivi
  - 2025 – Miglior attore per Il nibbio
- Mostra internazionale d'arte cinematografica di Venezia
  - 2010 – Premio Kineo al migliore attore non protagonista per Baciami ancora
  - 2012 – Candidatura al premio Kineo al migliore attore protagonista per Diaz - Don't Clean Up This Blood

### Altri premi e riconoscimenti
- Premio Gransito Movie Award
  - 2002 – Rivelazione maschile dell'anno per L'ultimo bacio (2002)
  - 2003 – Miglior attore non protagonista per L'ultimo bacio
- Grolla d'oro
  - 2005 – Categoria attori italiani 2004/2005 (2005)
- Levante Film Festival
  - 2005 – Miglior giovane attore italiano
- Premio Golden Graal
  - 2006 – Miglior attore drammatico per Romanzo criminale (2006)
- Premio Grolle
  - 2008 – Miglior attore di fiction per Rino Gaetano – Ma il cielo è sempre più blu
- Giffoni Experience Award
  - Candidatura al miglior attore per Lo chiamavano Jeeg Robot (2016)